# Supreme (marca)
Supreme és una botiga de skateboard i marca de roba establerta a la ciutat de Nova York a l'abril de 1994. La marca abasta les cultures skate, hip-hop i rock, així com a la cultura juvenil en general (streetwear). La marca produeix roba i accessoris i també fabrica patins. Les seves sabates, roba i accessoris es venen extensament al mercat secundari.
El distintiu logotip de la caixa vermella amb "Supreme" en blanc Futura Heavy Oblique, està basat en l'art de propaganda de Barbara Kruger.

## Història
La marca va ser fundada per James Jebbia. Encara que va néixer als EUA, va viure a Anglaterra fins als 19 anys. La primera botiga suprema es va obrir a Lafayette Street, al centre de Manhattan, el 1994. Va ser dissenyat amb patinadors al cap amb un disseny únic per al disseny de la botiga: disposant la roba al voltant del perímetre de la botiga, un gran espai central permet patinar amb patins per patinar a la botiga i encara sentir-se còmode. En 2004, es va obrir una segona ubicació a North Fairfax Ave a Los Angeles, Califòrnia, que és gairebé el doble de la botiga original de la ciutat de Nova York i compta amb un skate indoor. Altres llocs inclouen l'obertura de París el març de 2016, Londres Inauguració al setembre de 2011, Tòquio (Harajuku, Daikanyama i Shibuya), Nagoya, Osaka i Fukuoka. Les ubicacions addicionals emulen el disseny original de la botiga de Lafayette Street. Va comprar una etiqueta de roba pròpia i Vans, Nike SB, Spitfire, Thrasher and Girl Distribution Company.
El 3 d'octubre de 2017, Supreme va anunciar que una botiga molt especulada s'obriria a Brooklyn, Nova York. Va obrir el 5 d'octubre de 2017 i és la seva onzena i més recent botiga, així com la segona botiga a la ciutat de Nova York. El 6 d'octubre de 2017, el fundador suprem Jebbia va confirmar que l'etiqueta skater-inflected havia venut una participació significativa en companyia d'aproximadament el 50% (al voltant de 500 milions de dòlars) a l'empresa privada The Carlyle Group.
La primera botiga de Nova York de Supreme va tenir el seu grup principal de patinadors que va servir com a equip el 1994, que incloïa actors tardans Justin Pierce i Harold Hunter. En 1995, Alleged Films International va ajudar a Supreme a crear un video promocional centrat en skateboard anomenat "A Love Supreme". En 2014, Supreme va llançar el seu primer video de patinatge complet anomenat "cherry" filmat per William Strobeck.

## Col·laboracions
Supreme té una línia de col·laboracions amb marques com les produccions Cascorva, Nike, Air Jordan, Vans, Clarks, The North Face, Hanes, Playboy, Levi's, Timberland, Comme des Garçons, Illa de pedra, Castell blanc i glisme histèric. El 18 de gener de 2017, l'empresa de luxe Louis Vuitton va celebrar un desfile en què es va confirmar una col·laboració entre les dues marques. Les botigues emergents amb la col·laboració van ser inaugurades el 30 de juny de 2017 a Sydney, Seül, Tòquio, París, Londres, Miami i Los Angeles. La proposta de Louis Vuitton per a una botiga de finestres emergent a la ciutat de Nova York va ser denegada per la Junta de la Comunitat de Manhattan n. ° 2 després que els residents expressessin el seu "indignació de que aquest esdeveniment es proposava per a Bond Street. El 2017, The Dapifer va informar que Lacoste es va associar amb el Suprem per a una recollida limitada d'homes per càpsules.
Supreme ha llançat taules de skate amb les obres d'Harmony Korine, Rammellzee, Ryan McGinness, KAWS, Larry Clark, Jeff Koons, Richard Prince, Christopher Wool, Nate Lowman, Damien Hirst i John Baldessari. A més, han col·laborat amb altres fotògrafs, artistes i dissenyadors com David Lynch, Robert Crumb, Marilyn Minter, Takashi Murakami, Daniel Johnston, Peter Saville, Futura 2000, Bad Brains, H. R. Giger, Mark Gonzales, M.C. Esher i Dash Snow. El 2017 Supreme va preguntar a Circlemakers un grup de productors de cercle del Regne Unit fundat per l'artista John Lundberg per crear un cercle de cultius massiu del logotip de la caixa Suprema en una ubicació secreta a Califòrnia. El cercle de cultiu es pot veure en el curtmetratge produït per Supreme anomenat Crop Fields.

## Productes més cars de Supreme

### Moto Supreme i Coleman
La moto de supreme i coleman és una de les col·laboracions més peculiars de la marca, al principi es pensava que només estarien disponibles 5 unitats en cada botiga de supreme. Encara que només al final van llançar a la botiga en línia, el Stok només va durar 6 segons. Coleman ven aquest model per 500 dòlars, i el preu original amb la colavoracion amb supreme va ser de 1000 dòlars. De revenda aconsegueix el preu de 4500 dòlars. El seu preu mitjá és de 3500 dòlars.

### Supreme Fender Stratocaster
El 13 de desembre del 2017, supreme anunciava amb un vídeo la seva nova col·laboració, una guitarra Fender Stratocaster Supreme inspirada en la d'Eric Clapton, un vell Conegut de la marca.Aquesta guitarra es va llençar per primera vegada el 1888, però va sortir a la venda 1994, que va ser l'any en què supreme va fundar la marca. Només hi havia 3 unitats en cadascuna de les seves 11 botigues. En revenda està en 4000 dòlars.